# Somatidia corticola
Somatidia corticola är en skalbaggsart som beskrevs av Thomas Broun 1913. Somatidia corticola ingår i släktet Somatidia och familjen långhorningar. Inga underarter finns listade i Catalogue of Life.